# Cyclodium
Cyclodium , rod papratnica smješten u porodicu Dryopteridaceae, dio potporodice  Polybotryoideae. Na popisu je 13 vrsta u neotropima, od Paname i Trinidada na jug do Bolivije i jugoistočnog Brazila, većina u trima Gvajanama.

## Vrste
1. Cyclodium akawaiorum A. R. Sm.
2. Cyclodium alansmithii Bohn & Labiak
3. Cyclodium calophyllum (C. V. Morton) A. R. Sm.
4. Cyclodium chocoense (A. R. Sm.) Bohn & Labiak
5. Cyclodium guianense (Klotzsch) van der Werff ex L. D. Gómez
6. Cyclodium heterodon (Schrad.) T. Moore
7. Cyclodium inerme (Fée) A. R. Sm.
8. Cyclodium meniscioides (Willd.) C. Presl
9. Cyclodium pubescens Bohn & Labiak
10. Cyclodium rheophilum A. R. Sm.
11. Cyclodium seemannii (Hook.) A. R. Sm.
12. Cyclodium trianae (Mett.) A. R. Sm.
13. Cyclodium varians (Fée) A. R. Sm.

## Sinonimi
- Dryopteris subgen.Stigmatopteris group Peltochlaena
- Peltochlaena Fée, (nom. inval., nom. provis.)